# تپه گنه دار
تپه گنه دار مربوط به هزاره اول (پیش از میلاد) ـ دوره پارت ـ دوره ساسانی است و در شهرستان پیرانشهر، بخش لاجان، دهستان لاهیجان شرقی، روستای گنه دار واقع شده است. این اثر در تاریخ ۳۰ دی ۱۳۸۵ با شمارهٔ ثبت ۱۶۸۵۷ به عنوان یکی از آثار ملی ایران به ثبت رسیده است.